# Жэнь (конфуцианство)
Жэнь (кит. 仁) — понятийная категория в конфуцианстве.

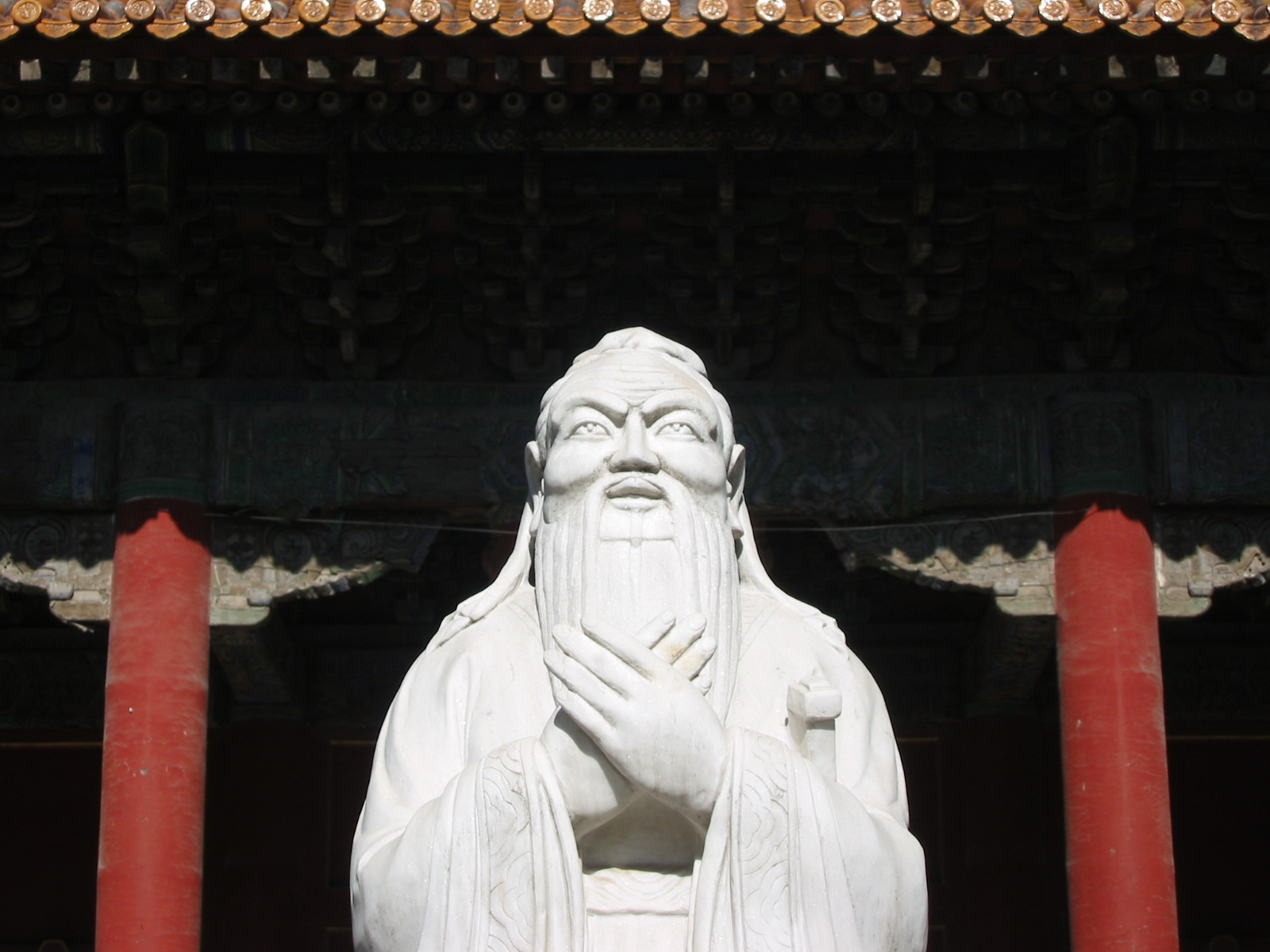
Жэнь — высшая из пяти добродетелей конфуцианства

В классическом смысле обозначает понятие «уважения», «великодушия», «доброты», «серьёзности», «искренности». Высшая добродетель из пяти постоянств (пяти добродетелей) конфуцианства, которые должен иметь благородный муж. Выражается в любви к ближнему, заботе о людях.
Одна из ключевых категорий китайской философии и традиционной китайской культуры, совмещающая три главных смысловых аспекта:
1. морально-психологический — любовь-жалость к людям
2. социально-этический — совокупность всех видов правильного отношения человека к другому человеку и обществу
3. этико-метафизический — симпатически-интегративная взаимосвязь отдельной личности со всем сущим, включая неодушевленные предметы.

Обладающий жэнь призван, с одной стороны, уравновешивать мир, с другой стороны, — «преодолевать себя и возвращаться к ритуальной благопристойности», реализовывать «золотое правило морали»: не навязывать другому того, чего не желаешь себе.
В неоконфуцианских моделях, под влиянием буддизма, категория жэнь приобрела космологические черты. В учении Тань Сытуна (1865—1898) она выступает как аналог европейского понятия гравитации.